# Liste der Baudenkmale in Meyenburg
In der Liste der Baudenkmale in Meyenburg sind alle Baudenkmale der brandenburgischen Stadt Meyenburg und ihrer Ortsteile aufgelistet. Grundlage ist die Veröffentlichung der Landesdenkmalliste mit dem Stand vom 31. Dezember 2020.

## Baudenkmale
In den Spalten befinden sich folgende Informationen:
- ID-Nr.: Die Nummer wird vom Brandenburgischen Landesamt für Denkmalpflege vergeben. Ein Link hinter der Nummer führt zum Eintrag über das Denkmal in der Denkmaldatenbank. In dieser Spalte kann sich zusätzlich das Wort Wikidata befinden, der entsprechende Link führt zu Angaben zu diesem Denkmal bei Wikidata.
- Lage: die Adresse des Denkmales und die geographischen Koordinaten. Link zu einem Kartenansichtstool, um Koordinaten zu setzen. In der Kartenansicht sind Denkmale ohne Koordinaten mit einem roten beziehungsweise orangen Marker dargestellt und können in der Karte gesetzt werden. Denkmale ohne Bild sind mit einem blauen bzw. roten Marker gekennzeichnet, Denkmale mit Bild mit einem grünen beziehungsweise orangen Marker.
- Bezeichnung: Bezeichnung in den offiziellen Listen des Brandenburgischen Landesamtes für Denkmalpflege. Ein Link hinter der Bezeichnung führt zum Wikipedia-Artikel über das Denkmal.
- Beschreibung: die Beschreibung des Denkmales
- Bild: ein Bild des Denkmales und gegebenenfalls einen Link zu weiteren Fotos des Baudenkmals im Medienarchiv Wikimedia Commons

### Buddenhagen
| ID-Nr.   | Lage   | Bezeichnung                                                                       | Beschreibung | Bild |
| -------- | ------ | --------------------------------------------------------------------------------- | ------------ | ---- |
| 09160327 | (Lage) | Gedenktafel für die Opfer des Todesmarschs (1945), an der Straße nach Freyenstein |              | BW   |

### Meyenburg
| ID-Nr.            | Lage                          | Bezeichnung                                                                        | Beschreibung | Bild                                                                               |
| ----------------- | ----------------------------- | ---------------------------------------------------------------------------------- | --- | ---------------------------------------------------------------------------------- |
| 09160325          | (Lage)                        | Stadtmauer                                                                         | In der Nähe des Schlosses befinden sich die Reste der mittelalterlichen Stadtmauer.                                                                                        | Stadtmauer                                                                         |
| 09160848          | Bahnhofstraße 6 (Lage)        | Bahnhof, bestehend aus Empfangsgebäude und Güterschuppen                           | | Bahnhof, bestehend aus Empfangsgebäude und Güterschuppen                           |
| 09160849          | Bahnhofstraße 10 (Lage)       | Wasserturm                                                                         | | Wasserturm                                                                         |
| 09160316          | Freyensteiner Straße (Lage)   | Gedenkstein für die Opfer des Todesmarschs (1945)                                  | | weitere Bilder                                                                     |
| 09160319          | Grünstraße (Lage)             | Bebauung Grünstraße                                                                | Die Bebauung nach dem Stadtbrand von 1795 ist fast komplett erhalten. Es sind zweigeschossige Fachwerkhäuser fast immer mit einer Tordurchfahrt.                           | Bebauung Grünstraße                                                                |
| 09160695          | Grünstraße 2 (Lage)           | Wohnhaus                                                                           | | Wohnhaus                                                                           |
| 09160752          | Grünstraße 7 (Lage)           | Wohnhaus                                                                           | | Wohnhaus                                                                           |
| 09160324 Wikidata | Kirchplatz (Lage)             | Stadtkirche                                                                        | | weitere Bilder                                                                     |
| 09160317          | Krempendorfer Chaussee (Lage) | Gedenktafel für die Opfer des Todesmarschs (1945), am Ortsausgang Richtung Parchim | | Gedenktafel für die Opfer des Todesmarschs (1945), am Ortsausgang Richtung Parchim |
| 09160320          | Marktstraße 17 (Lage)         | Wohnhaus                                                                           | Um 1800 als eines der ersten Häuser nach dem Stadtbrand wiedererrichtet. Zweigeschossiges, schlichtes, traufständiges, märkisches Bürgerhaus. Ehemalige Nutzung: Färberei. | Wohnhaus                                                                           |
| 09161149          | Marktstraße 40 (Lage)         | Wohnhaus mit Hofbebauung                                                           | | Wohnhaus mit Hofbebauung                                                           |
| 09160321          | Marktstraße 44 (Lage)         | Wohn- und Geschäftshaus                                                            | | Wohn- und Geschäftshaus                                                            |
| 09161244          | Marktstraße 45 (Lage)         | Wohn- und Geschäftshaus mit Seitenflügeln                                          | | Wohn- und Geschäftshaus mit Seitenflügeln                                          |
| 09160322          | Schloss 1 (Lage)              | Schloss                                                                            | Die Baugeschichte von Schloss Meyenburg ist nicht endgültig geklärt. Das Gebäude ist hauptsächlich aus Backstein errichtet. Der Grundriss hat eine L-Form.                 | Schloss                                                                            |
| 09160323          | Schloss 1 (Lage)              | Schlosspark                                                                        | Der Landschaftspark wurde im Jahre 1860 angelegt. Seit 1997 wird er restauriert.                                                                                           | Schlosspark                                                                        |
| 09160318          | Waldhofer Weg (Lage)          | Grabstätte für H. Grimm, auf dem Friedhof                                          | | weitere Bilder                                                                     |
| 09161236 Wikidata | Waldhofer Weg (Lage)          | Alte Friedhofskapelle, auf dem Friedhof am nördlichen Rand                         | Fachwerk & Ziegelausfachung, Satteldach; Datiert 1856/60 | weitere Bilder                                                                     |
| 09161237          | Waldhofer Weg (Lage)          | Neue Friedhofskapelle, auf dem Friedhof                                            | | weitere Bilder                                                                     |

### Penzlin
| ID-Nr.                           | Lage                       | Bezeichnung                                                                                           | Beschreibung | Bild                              |
| -------------------------------- | -------------------------- | --- | ------------ | --------------------------------- |
| 09161238                         | Penzliner Straße 10 (Lage) | Gutskapelle                                                                                           |              | weitere Bilder                    |
| 09161239                         | Penzliner Straße 10 (Lage) | Erbbegräbnis der Familie von Rohr                                                                     |              | Erbbegräbnis der Familie von Rohr |
| 09160753                         | Penzliner Straße 45 (Lage) | Gutsanlage, bestehend aus Gutshaus, Einfriedung mit schmiedeeisernem Tor und zwei Wirtschaftsgebäuden |              | BW                                |
| 09161698 Teilobjekt zu: 09160753 | Penzliner Straße 45 ()     | Wirtschaftsgebäude                                                                                    |              | ein Bild hochladen                |
| 09161699 Teilobjekt zu: 09160753 | Penzliner Straße 45 ()     | Wirtschaftsgebäude                                                                                    |              | ein Bild hochladen                |

### Schmolde
| ID-Nr.            | Lage                | Bezeichnung                                                            | Beschreibung | Bild           |
| ----------------- | ------------------- | ---------------------------------------------------------------------- | ------------ | -------------- |
| 09160573 Wikidata | Dorfstraße (Lage)   | Dorfkirche                                                             |              | weitere Bilder |
| 09160126          | Dorfstraße 2 (Lage) | Bauernhof, bestehend aus Wohnhaus, Wirtschaftsgebäuden und Einfriedung |              | BW             |